# Заједничка гробница ратника 1914-1918.
Заједничка гробница ратника 1914—1918. се налази у оквиру градског гробља у Сомбору.
У гробници је сахрањено 544 ратника српске и руске војске који су као заробљеници радили у Сомбору и околини на различитим пословима. У заробљеништву су умирали и сахрањивани на различитим местима, да би 1931. године њихови посмртни остаци сакупљени и сахрањени у заједничку гробницу. Изнад гробнице је пред Други светски рат подигнут постамент са крстом на врху и натписом: 
| „ | Заједничка гробница 544 ратника из Светског рата 1914—18.г. Слава им! | ” |

 ".